# Bull Lake Glacier
Der Bull Lake Glacier ist ein Gletscher in der nördlichen Wind River Range im Westen des US-Bundesstaates Wyoming. Er liegt in einem Kar unmittelbar nordöstlich der kontinentalen Wasserscheide am Hauptkamm der Gebirgskette auf ca. 3750 m Höhe unterhalb von Fremont Peak im Westen und Jackson Peak im Süden. Der Gletscher befindet sich innerhalb der Fitzpatrick Wilderness des Shoshone National Forest und liegt unmittelbar südlich des Lower Fremont Glacier, von dem er durch eine Moräne getrennt ist. Nordwestlich oberhalb des Bull Lake Glacier liegt, durch eine Felsklippe getrennt, der Upper Fremont Glacier. Die drei Gletscher entwässern, wie auch der südöstlich des Bull Lake Glacier gelegene Knife Point Glacier, über einen namenlosen Bach in den North Fork Bull Lake Creek und über den Bull Lake Creek in den Wind River. Zusammen mit einigen umliegenden Gletschern, die sich östlich und westlich des Hauptkamms der Wind River Range verteilen, bildet der Bull Lake Glacier die größte Ansammlung von Gletschern in den US-amerikanischen Rocky Mountains.

## Belege
1. ↑  Geonames. Abgerufen am 12. Januar 2024.
2. ↑  Bull Lake Glacier | Natural Atlas. Abgerufen am 12. Januar 2024.